# Lorio tanyopus
Lorio tanyopus là một loài tò vò trong họ Ichneumonidae.